# Гільзерберг
Гільзерберг (нім. Gilserberg) — громада в Німеччині, знаходиться в землі Гессен. Підпорядковується адміністративному округу Кассель. Входить до складу району Швальм-Едер.
Площа — 61,58 км2. Населення становить 2903 ос. (станом на 31 грудня 2020).